# Krzysztof Skonieczny
Krzysztof Skonieczny (ur. 1 października 1983 w Ząbkowicach Śląskich) – polski aktor teatralny i filmowy, niezależny reżyser teatralny i filmowy, scenarzysta, twórca teledysków, performer, autor wideoprojekcji, zainteresowany interdyscyplinarnym podejściem do sztuki. Laureat wyróżnień w różnych dziedzinach. Pochodzi z Wrocławia, mieszka w Warszawie.

## Życiorys
Jest absolwentem klasy o profilu humanistycznym IX LO im. Juliusza Słowackiego we Wrocławiu (2002). W latach 2002–2004 studiował historię sztuki na Uniwersytecie Wrocławskim. W 2004 rozpoczął studia na Wydziale Aktorskim Akademii Teatralnej w Warszawie, który ukończył z wyróżnieniem w 2008.
W latach 2007–2009 był członkiem zespołu aktorskiego oraz twórcą i kuratorem czytań performatywnych w Teatrze Studio w Warszawie. Współpracował z teatrami TR Warszawa, Nowym Teatrem w Warszawie, Teatrem Powszechnym w Warszawie, Teatrem Polskim we Wrocławiu, Teatrem Wielkim – Operą Narodową w Warszawie, Laboratorium Dramatu oraz teatrami niezależnymi Teatrem Montownia, Komuną Otwock, Usta Usta/2xU, Centrala 71 i Studium Teatralnym.
Współtwórca i członek (m.in. wraz z Marcinem Cecko, Piotrem Głowackim, Romą Gąsiorowską, Janem Komasą i Dorotą Masłowską) Stowarzyszenia Twórców Sztuk Wszelkich im. Stanisława Ignacego Witkiewicza w Warszawie.
Założyciel, właściciel i twórca konglomeratu artystycznego głębokiOFF.
4 kwietnia 2014 roku miał premierę jego pełnometrażowy, niezależny, samodzielnie wyprodukowany debiut fabularny Hardkor Disko, który zyskał szerokie uznanie wśród większości polskich mediów, jak i został dostrzeżony przez wielu zagranicznych recenzentów. Film zdobył liczne nagrody w kraju i zagranicą m.in. GRAND PRIX Wielkiego Jantara 2014, a także Nagrody dla Najlepszego Aktora i Najlepszej Aktorki na 33.Festiwalu Polskich Debiutów Filmowych 2014 w Koszalinie, Nagrodę Specjalną Jury dla Najlepszego Reżysera na 14.Sopot International Film Festival, na Festiwalu Filmów w Gdyni Hardkor Disko (jedyny niezależny film w konkursie głównym) otrzymał nagrody za Najlepszy Debiut Reżyserski, Najlepszy Debiut Aktorski oraz Najlepsze Zdjęcia, zaś na Fresh Film Fest w czeskiej Pradze Nagrodę Publiczności, wygrał Konkurs Filmów Polskich na 22.Camerimage International Film Festival oraz zdobył wiele innych nagród i wyróżnień. Ponadto film został zakwalifikowany do Konkursu Głównego 36. Międzynarodowego Festiwalu Filmowego w Moskwie (czerwiec 2014, premiera międzynarodowa), 68. Międzynarodowego Festiwalu Filmowego w Edynburgu – sekcja Nowe Perspektywy (czerwiec 2014, premiera brytyjska), a także do Konkursu Głównego 7. Festiwalu Off Plus Camera (maj 2014, premiera światowa) oraz kilkudziesięciu innych prestiżowych krajowych i międzynarodowych festiwali filmowych.
Został wybrany jako jeden z 25. młodych reżyserów z całego świata na Summer Academy podczas 67. Locarno International Film Festival (sierpień 2014).
Jego teledysk Chleb z płyty Społeczeństwo jest niemiłe Mister D. (projekt muzyczny Doroty Masłowskiej) z gościnnie występującą Anją Rubik zyskał światowe uznanie i został zauważony przez takie media jak Vogue International, Dazed Magazine czy Fashionista.com, był także nominowany do UK Music Videos Awards.
W 2014 roku odbyły się dwie retrospektywy jego teledysków: 24 października w Hackney Picturehouse, w Londynie, w ramach festiwalu Play Poland oraz 29 listopada w Monopol Kino, w Monachium, w ramach festiwalu Cinepol.
27 października 2018 premierę miał ośmioodcinkowy miniserial, adaptacja nominowanej do Paszportów Polityki powieści Jakuba Żulczyka Ślepnąc od świateł.

## Filmografia

### Role filmowe
- 2006 – Inka 1946, rola: Borkowski, reż. Natalia Koryncka-Gruz, Teatr Telewizji
- 2007 – Jutro idziemy do kina, rola: Bzowski, reż. Michał Kwieciński
- 2008 – Amok moja dziecinada, reż. Marcin Liber, Teatr Telewizji
- 2008 – Boisko bezdomnych, reż. Kasia Adamik
- 2009 – Granice, reż. Tomasz Jarosz (Oczy Niebieskie), teledysk
- 2009 – Tatarak, rola: Stasiek, reż. Andrzej Wajda
- 2011 – Maraton tańca, rola: Krystian, reż. Magdalena Łazarkiewicz
- 2011 – W ciemności (In Darkness), reż. Agnieszka Holland
- 2012 – Yuma, reż. Piotr Mularuk
- 2012 – Leszczu, rola: Tomek, reż. Aleksandra Terpińska
- 2012 – Psubrat, reż. Maria Zbąska
- 2012 – The Warning, rola: John, reż. Alexander Williams
- 2012 – The Hooligan Wars, rola: Paweł, reż. Paul Tanter
- 2013 – Wałęsa. Człowiek z nadziei, reż. Andrzej Wajda
- 2014 – Hardkor Disko, reż. Krzysztof Skonieczny
- 2018 - Ślepnąc od Świateł, rola: raper "Piorun", reż. Krzysztof Skonieczny

### Prace filmowe
- 2008 – gdzie jest Schulz, film dokumentalny (35 min), reżyseria i scenariusz
- 2014 – Hardkor Disko, film fabularny, reżyseria, scenariusz, produkcja (głębokiOFF)
- 2016 – Limbs of Sun, eksperymentalny film krótkometrażowy (12 min), autor (wraz z Jacqueline Sobiszewski), produkcja (głębokiOFF)

### Teledyski
- 2010: Cukunft – Troska i Pieśń, autor, produkcja (głębokiOFF)
- 2010: Pogodno – Ale, autor, produkcja (głębokiOFF)
- 2010: Pogodno – Magnes, reżyseria, scenariusz, produkcja (głębokiOFF)
- 2011: Projekt Warszawiak – Nie ma cwaniaka na warszawiaka, reżyseria, scenariusz, zdjęcia, scenografia, produkcja (głębokiOFF)
- 2011: Brodka – Krzyżówka dnia, reżyseria, scenariusz, produkcja (głębokiOFF)
- 2011: Myslovitz – Ukryte, reżyseria, scenariusz, kierownictwo produkcji, produkcja (głębokiOFF)
- 2011: Muzykoterapia – Komedia, reżyseria, scenariusz, montaż, kierownictwo produkcji, produkcja (głębokiOFF)
- 2011: Katarzyna Nosowska – Nomada, reżyseria, scenariusz, montaż, produkcja (głębokiOFF)
- 2012: Jamal – Defto, reżyseria, scenariusz, produkcja (głębokiOFF)
- 2012: Babu Król – Biała lokomotywa, reżyseria, scenariusz, montaż, produkcja (głębokiOFF)
- 2012: Kazik – Yuma, reżyseria, scenariusz, montaż, produkcja (głębokiOFF)
- 2012: donGURALesko – Mogliśmy wszystko, reżyseria, scenariusz, montaż, produkcja (głębokiOFF)
- 2013: Dr Misio – Dziewczyny, reżyseria, scenariusz, montaż, grafika, produkcja (głębokiOFF)
- 2014: Mister D. – Haj$ (Hardkor Disko promo klip), reżyseria, scenariusz, produkcja (głębokiOFF)
- 2014: Mister D. – Chleb, reżyseria, scenariusz, produkcja (głębokiOFF)
- 2014: donGURALesko – Niesiemy dla was bombę (Hardkor Disko promo klip), reżyseria, scenariusz, produkcja (głębokiOFF)

## Teatr
Role teatralne
- 2006 – Nadobnisie i koczkodany Stanisław Ignacy Witkiewicz, rola: Gwanx, reż. Łukasz Kos, Teatr Powszechny w Warszawie
- 2007 – Oni Stanisław Ignacy Witkiewicz, rola: Seraskier Banga Tefuan, reż. Jarosław Gajewski, Teatr Collegium Nobilium
- 2007 – PomroCność jasna David Lindsey-Abaire, rola: Kenny, reż. Piotr Nowak. Teatr Montownia
- 2008 – Bitwa pod Grunwaldem Tadeusz Borowski, rola: Tadek, reż. Marek Fiedor, Teatr Studio w Warszawie
- 2008 – Śmierć człowieka-wiewiórki Małgorzata Sikorska-Miszczuk, rola: Adreas Baader, reż. Marcin Liber, Teatr Usta Usta/2xU
- 2008 – Pantaleon i wizytantki Mario Vargas Llosa, rola: Gerard Waleczny, reż. Paweł Aigner, Teatr Studio w Warszawie
- 2008 – Każdy/a.Sztuka moralna, reż. Michał Zadara, Teatr Studio w Warszawie
- 2009 – Jedną ręką Joël Pommerat, rola: Syn, reż. Anna Smolar, Teatr Studio w Warszawie
- 2009 – Suchy Dok #1, reż. Marcin Liber, Nowy Teatr w Warszawie
- 2010 – Jesteś Bogiem. Paktofonika – bohaterowie czasów transformacji. (na podst. scenariusza Macieja Pisuka), rola: Rahim, projekt i reżyseria: Krzysztof Skonieczny, Paweł Dobrowolski, głębokiOFF
- 2011 – Prolog Czesław Miłosz, reż. Michał Zadara, Instytut Teatralny im. Zbigniewa Raszewskiego w Warszawie

## Performance/teatralne prace reżyserskie
- 2008 – Punkty obserwacyjne, Komuna Otwock i Stowarzyszenie Twórców Sztuk Wszelkich
- 2009 – Bucharest Calling Stefan Peca, Teatr Studio w Warszawie, projekt i reżyseria: Krzysztof Skonieczny
- 2009 – a tribute to Bruno Schulz, Studium Teatralne w Warszawie, projekt i reżyseria: Krzysztof Skonieczny
- 2009 – Spring of Death, Teatr Studio w Warszawie, projekt: Marcin Liber, Paweł Dobrowolski, Krzysztof Skonieczny
- 2009 – Ktoś taki jak ja też by mnie nie powstrzymał od skoku Reto Finger, Centrala 71 Wrocław, projekt i reżyseria: Krzysztof Skonieczny, Paweł Dobrowolski
- 2009 – Jesteś Bogiem. Paktofonika – bohaterowie czasów transformacji. (na podst. scenariusza Macieja Pisuka), Teatr Studio w Warszawie, projekt i reżyseria: Krzysztof Skonieczny, Paweł Dobrowolski
- 2011 – re//mix: Na srebrnym globie (na podst. scenariusza filmu Andrzeja Żuławskiego), Komuna Otwock & głębokiOFF, scenariusz, reżyseria, materiały filmowe i dokumentalne: Krzysztof Skonieczny
- 2015 – Media Medea reż. Marcin Liber, Teatr Polski we Wrocławiu, wideoprojekcje: Krzysztof Skonieczny przy współpracy Jacqueline Sobiszewski

## Nagrody i wyróżnienia
- 2008 – wyróżnienie specjalne Konkursu Fotograficznego Kultury Wschodniej – Mimoki
- 2008 – Nagroda im. Jana Machulskiego za Najciekawszą Osobowość na XXVI Festiwalu Szkół Teatralnych w Łodzi (j.w.)
- 2008 – Nagroda Ministra Kultury i Dziedzictwa Narodowego na XXVI Festiwalu Szkół Teatralnych w Łodzi (za rolę Seraskiera Banga Tefuana w przedstawieniu dyplomowym Oni)
- 2010 – Magazyn Malemen umieścił go na liście 30 przed 30, którzy zmienią świat[9]
- 2011 – Nominacja w kategorii Animacja 20.YACH Film Festiwal za wideoklip „Krzyżówka dnia” – Brodka
- 2011 – Grand Prix 20.YACH Film Festiwal za wideoklip „Nie ma cwaniaka na Warszawiaka” – Projekt Warszawiak
- 2011 – Nominacja w kategorii Najlepszy wideoklip na Plus Camerimage International Film Festival za teledysk „Komedia” – Muzykoterapia
- 2012 – Gwarancje Kultury – Nagroda TVP Kultura w kategorii Wydarzenie w sieci za teledysk „Nie ma cwaniaka na Warszawiaka” – Projekt Warszawiak
- 2012 – Fryderyk – Nagroda muzyczna Akademii Fonograficznej w kategorii Najlepszy wideoklip za teledysk „Krzyżówka dnia” – Brodka[10]
- 2012 – Grand Prix 21.YACH Film Festiwal za wideoklip Defto – Jamal
- 2012 – Nominacja w kategorii Najlepszy wideoklip na Plus Camerimage International Film Festival za teledysk Defto – Jamal
- 2013 – Nominacja w kategorii Film do Nagrody WARTO 2012 (Gazeta Wyborcza – Dolny Śląsk)
- 2013 – Drewniany YACH za „Całokształt twórczości” – 22.YACH Film Festiwal
- 2014 – Wielki Jantar – główna nagroda na 33. Koszalińskim Festiwalu Debiutów Filmowych „Młodzi i Film” za film Hardkor Disko[11]
- 2014 – Nagroda za reżyserię na 7. Sopot Film Festival za film Hardkor Disko
- 2014 – Nagroda Publiczności na Interference Festival w Gdańsku za teledysk Chleb – Mister D.
- 2014 – Nagroda za Najlepszy Debiut na 39. Festiwal Polskich Filmów Fabularnych w Gdyni za film Hardkor Diskoo[12]
- 2014 – Nagroda Publiczności na 11. Międzynarodowym Festiwalu Filmowym „Fresh” w Pradze za film Hardkor Disko
- 2014 – Nagroda dla Najlepszego Polskiego Filmu na 22. Międzynarodowym Festiwalu Filmowy „Camerimage” w Bydgoszczy za film Hardkor Disko[13]
- 2014 – Nominacja w kategorii Najlepszy wideoklip na Plus Camerimage International Film Festival za teledysk Dziewczyny – Dr. Misio
- 2014 – Wyróżnienie Specjalne Jury na 19. Festiwalu Europejskich Debiutów Filmowych „Cinergia” w Łodzi za film Hardkor Disko[14]
- 2014 – Nagroda Główna na Festiwalu Pełny Metraż w Lublinie za film Hardkor Disko[15]
- 2014 – Nominacja do UK Music Video Awards za teledysk Chleb – Mister D.
- 2015 – Nagroda Główna WARTO w kategorii Film (Gazeta Wyborcza – Dolny Śląsk)[16]
- 2016 – Nagroda dla Najlepszego Wideoklipu na 17. Międzynarodowy Festiwal Filmowy Nowe Horyzonty za eksperymentalny film Limbs of Sun[17]